# Torben Nielsen (nationalbankdirektør)
 Der er flere personer med dette navn, se Torben Nielsen.
Torben Henning Nielsen (født 2. november 1947) er tidligere direktør i Danmarks Nationalbank og er bl.a. bestyrelsesformand for Eik Bank på Færøerne.
Han er sparekasseuddannet, har en HD i organisation 1977 og en HD i kredit og finansiering 1979. Nielsen var ansat ved Den sjællandske Bondestands Sparekasse 1966-73, Sparekassen SDS 1973-90, underdirektør 1985, vicedirektør 1987 og regionsdirektør 1988. I 1990 kom han til Unibank A/S, hvor han blev divisionsdirektør 1990 og vicedirektør 1992. Fra 1996 til 2011 var han medlem af Danmarks Nationalbanks direktion.
Han har siden 2008 været adjungeret professor ved Copenhagen Business School, Center for kreditret og kapitalmarkedsret. I april 2011 blev han valgt i bestyrelsen for Eik Bank på Færøerne og blev efterfølgende valgt til bestyrelsesformand for Eik Bank.
I 2003 blev han Ridder af Dannebrog.

## Bestyrelsesposter mv.
- Sparvirke A/S 1988-92
- Bestyrelsesformand for DanBolig A/S 1990-96
- Unibanks fond for unge, der ønsker at starte egen virksomhed 1990-96
- Finansrådets Betalingsformidlingsudvalg 1990-96
- Pengeinstitutternes Betalingssystemers Rådgivende Udvalg 1990-96
- Repræsentantskabet for Dansk Landbrugs Realkreditfond 1991-96
- Bestyrelsesformand for Dansk Pantebrevsbørs A/S 1992-96
- Livsforsikringsselskabet Enhjørningen 1994-96
- Banker og Sparekassers Ungdomskontakt 1994-96
- VP Securities A/S 1996-, næstformand 1998-
- VP Lux S.à.r.l. – formand 2009-
- Bankernes EDB Central, 2001-
- Medlem af Nets Holding A/S (tidl. PBS) , 2003-
- Advisory Board for Center for kreditret og kapitalmarkedsret, Handelshøjskolen i København 2004-
- Styregruppen for Museerne Vordingborg, 2005-
- Formand for Danmarks Nationalbanks Pensionskasse under afvikling, 2007-
- Medlem af direktionen for Bombebøssen 2007-
- Formand for Cisternerne – Museet for Moderne Glaskunst, 2009-
- Næstformand for Bankernes Kontantserrvice, 2010-
- Bestyrelsesformand for Capital Market Partners A/S, 2010-
- Bestyrelsesformand for Betri Bank (før Eik Bank), 2011-